# Claret (Oliola)
Claret és un despoblat del terme municipal d'Oliola, a la Noguera.
Està situat a la partió d'aigües entre el Llobregós i el Sió, a dos quilòmetres i mig al sud-est del cap de municipi, amb el qual es comunica a través d'una pista rural asfaltada per on passa també el GR-3. És un dels pobles que ha sofert més despoblament dels entorns, de manera que gran part del poble és ja en ruïnes. L'església està dedicada a la Mare de Déu del Carme.